# Południe (czasopismo)
Południe – polskie czasopismo poświęcone sztuce i krytyce artystycznej, wydawane w latach 1920–1925 w Wilnie.

## Historia i profil
Pismo – kwartalnik – powstało wskutek decyzji Wileńskiego Towarzystwa Artystów Plastyków o powołaniu własnego organu prasowego. Było opatrzone podtytułem definiującym jego profil – początkowo „Pismo poświęcone sztuce i krytyce artystycznej”, a następnie „Pismo poświęcone sztukom plastycznym i krytyce artystycznej”. Wydawano je w Wilnie. Z czasem jednak powstał oddział w Warszawie. Kierowała nim Janina  Orynżyna, która także publikowała w magazynie swoje teksty.
W okresie istnienia pisma w skład komitetu redakcyjnego wchodzili m.in. Jerzy Hoppen (kierownik artystyczny), Czesław Kowalski-Wierusz, Marian Lalewicz, Janina  Orynżyna, Mieczysław Schulz (kierownik artystyczny), Ludomir Sleńdziński, Stojan Stefanowski,  Władysław Tatarkiewicz, Stanisław Woźnicki (redaktor naczelny) i Stefania Zahorska.
W kwartalniku publikowali m.in. Henryk Cepnik, Stanisław Cywiński, Adam Dobrodzicki, Waldemar George, Wacław Husarski, Juliusz Kłos, Jan Alfred Lauterbach, Tadeusz Oryng, Jerzy Siennicki, Wacław Studnicki, Paweł Wędziagolski.